# Melanodexia tristina
Melanodexia tristina är en tvåvingeart som först beskrevs av Hall 1948.  Melanodexia tristina ingår i släktet Melanodexia och familjen spyflugor.
Artens utbredningsområde är Kalifornien. Inga underarter finns listade i Catalogue of Life.